# 内网编枝球虫
内网编枝球虫（学名：Plegmosphaera entodictyon）为光滑球虫科编枝球虫属的动物。分布于南太平洋，包括南海等海域。